# Zwavelzwam
De zwavelzwam (Laetiporus sulphureus) is een zwam uit de familie Fomitopsidaceae. Het is een parasitaire zwam die onder andere op eiken groeit. Het is een heldergele tot baksteenrode zwam, die met name oude eikenbomen aanvalt in de zomer en vroege herfst. De zwam groeit echter ook op ander loofhout, en op eucalyptusbomen. De zwam komt over grote delen van de wereld voor.

## Kenmerken
De hoed is onregelmatig en dik met verschillende schijven die uit hetzelfde centrum ontspringen. Het heeft een diameter van 15 tot 40 centimeter. De bovenzijde is geel tot lichtoranje met een zwavelgele rand. Hoe ouder de zwam is, hoe witter deze rand wordt.
De poriën zijn klein en bij jonge exemplaren zwavelgeel. De sporen zijn wit.
De vruchtlichamen van de zwavelzwam verschijnen niet elk jaar. De polyporen kunnen wel 10 kilogram zwaar worden. Het vlees is dik en wittig. Als het vruchtlichaam ouder wordt, wordt het bros. 

## Voorkomen en leefwijze
De zwavelzwam komt voor op allerlei boomsoorten en boomstronken tijdens de voorzomer en tot in de herfst. Wanneer een boom wordt aangevallen door de zwam, ontstaat bruinrot, een schimmel waardoor het kernhout van de boom krimpt en bovendien roodachtig bruin verkleurt. De stam van de boom wordt langzamerhand steeds verder uitgehold. Aangetaste bomen kunnen nog jarenlang blijven leven, maar kunnen bij stormen wel 'ineens' omwaaien.

## Gebruik

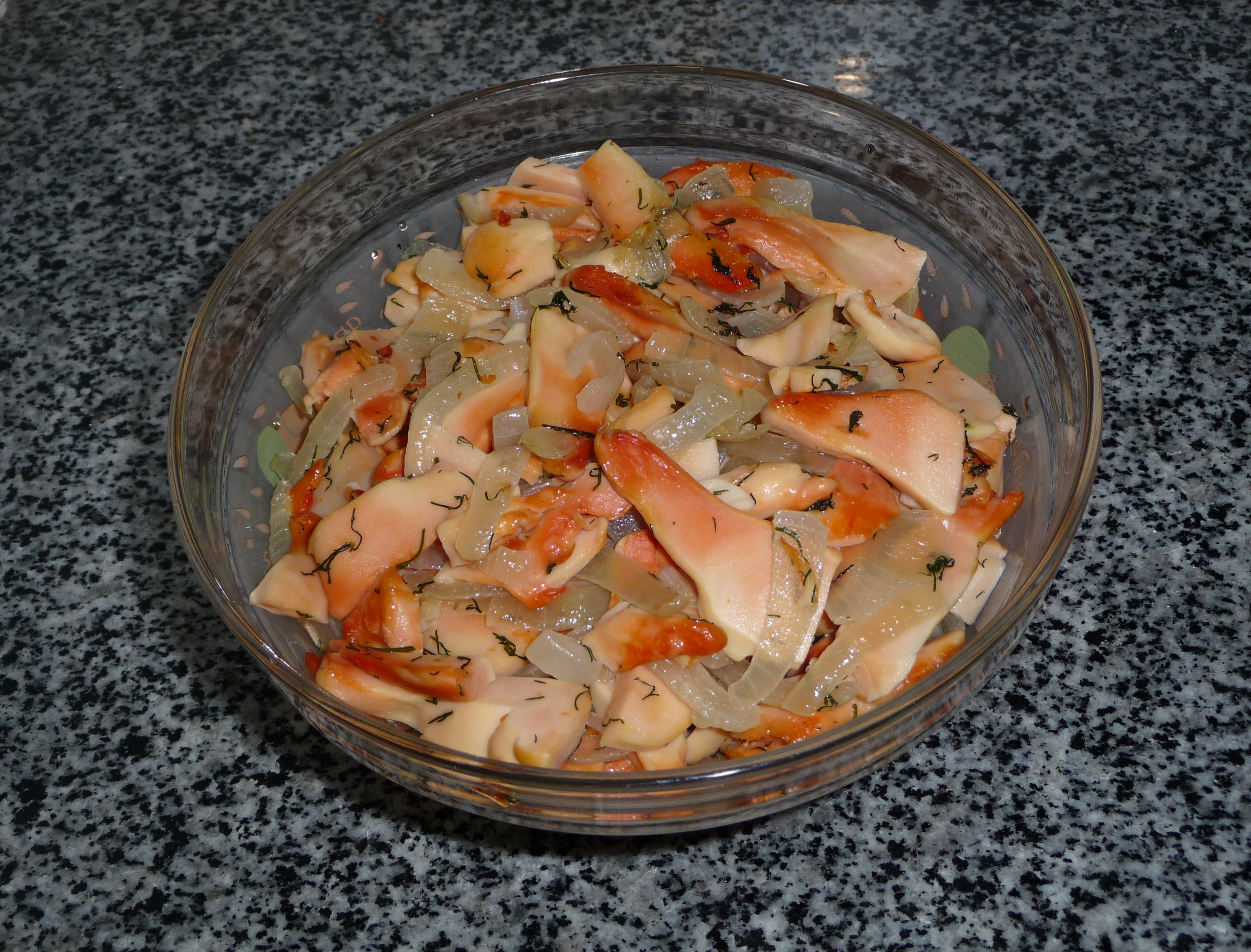
Gerecht met zwavelzwam. Na het koken kleurt het vlees roze.

Het vlees van de zwam is wit en sappig, oude exemplaren kunnen erg taai zijn en hebben vaak een korrelige, kaasachtige structuur. In het Engels heet de zwavelzwam Chicken of the woods, want de textuur en smaak doen inderdaad erg aan kip denken. Er zijn mensen die een allergie voor de paddenstoel hebben, doordat vooral de jonge exemplaren bepaalde alkaloïden bevatten. Het is het best eerst een klein stukje te proberen voor er grote hoeveelheden van te eten.